# 开罗日本人学校
开罗日本人学校是位于埃及吉萨省吉萨的日本人学校。现任校长为福島愼哉。

## 歷史
学校始建于1972年。由于受2011年埃及革命影響，学校一度暂时关闭，大部分学生离开埃及。2013年埃及政变期間，學校又短暫關閉。